# فهرست کشورها بر پایه وابسته‌های دیپلماتیک
فهرست زیر ۶۶ کشور را بر اساس تعداد وابستگی‌های دیپلماتیک آنها در سال ۲۰۱۹ مرتب کرده‌است. همچنین تعداد نمایندگی‌های مختلف در خارج از کشور مانند سفارتخانه‌ها، کنسولگری‌ها، نمایندگی‌های دائمی و سایر نمایندگی‌های دیپلماتیک ذکر شده‌اند. همهٔ داده‌ها از شاخص دیپلماسی جهانی ۲۰۱۹ مؤسسهٔ Lowy گرفته شده‌اند.
| ردیف | کشور                | مجموع تعداد پست‌ها | سفارتخانه‌ها | کنسول‌گری‌ها | نمایندگی‌های مقیم | دیگر وابسته‌ها |
| ---- | ------------------- | ----------------- | ----------- | ---------- | ---------------- | ------------- |
| -    | اتحادیهٔ اروپا       | ۳۱۹۲              | ۲۰۶۲        | ۷۳۹        | ۳۴۷              | ۴۴            |
| ۱    | چین                 | ۲۷۶               | ۱۶۹         | ۹۶         | ۸                | ۳             |
| ۲    | ایالات متحده آمریکا | ۲۷۳               | ۱۶۸         | ۸۸         | ۹                | ۸             |
| ۳    | فرانسه              | ۲۶۷               | ۱۶۱         | ۸۹         | ۱۵               | ۲             |
| ۴    | ترکیه               | ۲۵۳               | ۱۴۴         | ۹۴         | ۱۳               | ۲             |
| ۵    | ژاپن                | ۲۴۷               | ۱۵۱         | ۶۵         | ۱۰               | ۲۱            |
| ۶    | روسیه               | ۲۴۲               | ۱۴۴         | ۸۵         | ۱۱               | ۲             |
| ۷    | آلمان               | ۲۲۷               | ۱۵۳         | ۶۱         | ۱۲               | ۱             |
| ۸    | برزیل               | ۲۲۲               | ۱۳۸         | ۷۰         | ۱۲               | ۲             |
| ۹    | اسپانیا             | ۲۱۵               | ۱۱۵         | ۸۹         | ۱۰               | ۱             |
| ۱۰   | ایتالیا             | ۲۰۵               | ۱۲۲         | ۷۵         | ۵                | ۳             |
| ۱۱   | بریتانیا            | ۲۰۵               | ۱۴۹         | ۴۴         | ۹                | ۳             |
| ۱۲   | هند                 | ۱۹۸               | ۱۲۵         | ۵۴         | ۵                | ۴             |
| ۱۳   | کره جنوبی           | ۱۸۳               | ۱۱۴         | ۵۱         | ۵                | ۱۳            |
| ۱۴   | آرژانتین            | ۱۵۷               | ۸۶          | ۶۲         | ۷                | ۲             |
| ۱۵   | مکزیک               | ۱۵۷               | ۸۰          | ۶۷         | ۷                | ۳             |
| ۱۶   | هلند                | ۱۵۳               | ۹۴          | ۴۹         | ۸                | ۲             |
| ۱۷   | سوئد                | ۱۵۲               | ۱۰۷         | ۲۹         | ۱۲               | ۴             |
| ۱۸   | سوئیس               | ۱۴۶               | ۱۰۳         | ۳۰         | ۱۰               | ۳             |
| -    | اتحادیه اروپا       | ۱۴۵               | ۰           | ۰          | ۱۴۵              | ۰             |
| ۱۹   | کانادا              | ۱۴۴               | ۹۶          | ۳۶         | ۱۰               | ۲             |
| ۲۰   | استرالیا            | ۱۳۶               | ۸۸          | ۳۶         | ۹                | ۳             |
| ۲۱   | یونان               | ۱۳۵               | ۸۲          | ۴۳         | ۹                | ۱             |
| ۲۲   | اندونزی             | ۱۳۲               | ۹۴          | ۳۴         | ۳                | ۱             |
| ۲۳   | مجارستان            | ۱۳۱               | ۸۶          | ۳۵         | ۷                | ۳             |
| ۲۴   | پرتغال              | ۱۲۸               | ۷۱          | ۴۸         | ۸                | ۱             |
| ۲۵   | شیلی                | ۱۲۸               | ۷۰          | ۵۱         | ۶                | ۱             |
| ۲۶   | آفریقای جنوبی       | ۱۲۴               | ۱۰۶         | ۱۴         | ۲                | ۲             |
| ۲۷   | رومانی              | ۱۱۸               | ۸۲          | ۲۲         | ۹                | ۵             |
| ۲۸   | لهستان              | ۱۱۸               | ۸۱          | ۳۱         | ۴                | ۲             |
| ۲۹   | پاکستان             | ۱۱۷               | ۸۵          | ۳۰         | ۲                | ۰             |
| ۳۰   | جمهوری چک           | ۱۱۶               | ۹۰          | ۱۹         | ۵                | ۲             |
| ۳۱   | عربستان سعودی       | ۱۱۴               | ۹۶          | ۱۵         | ۲                | ۱             |
| ۳۲   | مالزی               | ۱۰۷               | ۸۰          | ۲۳         | ۳                | ۱             |
| ۳۳   | تایوان              | ۱۰۷               | ۱۵          | ۲          | ۱                | ۸۹            |
| ۳۴   | بلژیک               | ۱۰۴               | ۸۸          | ۸          | ۷                | ۱             |
| ۳۵   | اسرائیل             | ۱۰۴               | ۷۷          | ۲۰         | ۶                | ۱             |
| ۳۶   | بلغارستان           | ۱۰۱               | ۷۷          | ۱۷         | ۶                | ۱             |
| ۳۷   | نروژ                | ۹۹                | ۷۹          | ۹          | ۱۰               | ۱             |
| ۳۸   | اتریش               | ۹۸                | ۸۰          | ۹          | ۷                | ۲             |
| ۳۹   | تایلند              | ۹۸                | ۶۵          | ۲۹         | ۳                | ۱             |
| ۴۰   | ویتنام              | ۹۶                | ۶۹          | ۲۲         | ۴                | ۱             |
| ۴۱   | نیوزیلند            | ۹۲                | ۵۶          | ۳۰         | ۶                | ۰             |
| ۴۲   | دانمارک             | ۸۹                | ۶۷          | ۱۴         | ۶                | ۲             |
| ۴۳   | جمهوری ایرلند       | ۸۷                | ۶۶          | ۱۴         | ۶                | ۱             |
| ۴۴   | فیلیپین             | ۸۷                | ۶۰          | ۲۳         | ۴                | ۰             |
| ۴۵   | فنلاند              | ۸۵                | ۷۰          | ۶          | ۶                | ۳             |
| ۴۶   | اسلواکی             | ۸۱                | ۶۳          | ۸          | ۸                | ۲             |
| ۴۷   | بنگلادش             | ۷۵                | ۵۷          | ۱۶         | ۲                | ۰             |
| ۴۸   | کرواسی              | ۷۲                | ۵۰          | ۱۷         | ۴                | ۱             |
| ۴۹   | سری‌لانکا            | ۶۷                | ۵۱          | ۱۳         | ۲                | ۱             |
| ۵۰   | لیتوانی             | ۶۱                | ۴۰          | ۱۲         | ۸                | ۱             |
| ۵۱   | قبرس                | ۵۹                | ۴۳          | ۷          | ۸                | ۱             |
| ۵۲   | اسلوونی             | ۵۴                | ۴۱          | ۵          | ۷                | ۱             |
| ۵۳   | کره شمالی           | ۵۲                | ۴۷          | ۳          | ۲                | ۰             |
| ۵۴   | سنگاپور             | ۵۰                | ۲۸          | ۱۷         | ۴                | ۱             |
| ۵۵   | لتونی               | ۴۷                | ۳۷          | ۳          | ۷                | ۰             |
| ۵۶   | استونی              | ۴۴                | ۳۶          | ۲          | ۶                | ۰             |
| ۵۷   | میانمار             | ۴۴                | ۳۶          | ۶          | ۲                | ۰             |
| ۵۸   | مالت                | ۴۳                | ۲۸          | ۷          | ۷                | ۱             |
| ۵۹   | مغولستان            | ۴۳                | ۳۰          | ۱۱         | ۱                | ۱             |
| ۶۰   | برونئی              | ۴۲                | ۳۵          | ۴          | ۳                | ۰             |
| ۶۱   | نپال                | ۳۹                | ۳۲          | ۶          | ۱                | ۰             |
| ۶۲   | لائوس               | ۳۹                | ۲۶          | ۱۰         | ۳                | ۰             |
| ۶۳   | کامبوج              | ۳۸                | ۲۵          | ۱۰         | ۳                | ۰             |
| ۶۴   | لوکزامبورگ          | ۳۷                | ۲۶          | ۷          | ۳                | ۱             |
| ۶۵   | ایسلند              | ۲۵                | ۱۶          | ۴          | ۵                | ۰             |
| ۶۶   | بوتان (کشور)        | ۹                 | ۵           | ۲          | ۲                | ۰             |

## یادداشت
1. ↑  اتحادیهٔ اروپا (EU) یک اتحادیهٔ اقتصادی و سیاسی از ۲۷ کشور عضو آن است. از آنجایی که اتحادیهٔ اروپا یک کشور نیست، اتحادیهٔ اروپا در این فهرست رتبه‌بندی نشده‌است.
2. ↑   در نتیجهٔ تابعیت اتحادیهٔ اروپا، وقتی شهروندان این اتحادیهٔ در یک کشور غیر اتحادیه هستند، شهروندان اتحادیهٔ اروپا که کشورشان در آنجا وابستگی دیپلماتیک ندارد، حق دارند از حمایت کنسولی و کمک از یک وابستگی دیپلماتیک دیگر کشورهای اتحادیهٔ اروپا در خارج از اتحادیهٔ اروپا برخوردار شوند.
3. ↑  نمایندگی‌های دائم کشورهای عضو اتحادیه اروپا.